# Taskiria mccubbini
Taskiria mccubbini is een schietmot uit de familie Kokiriidae. De soort komt voor in het Australaziatisch gebied.